# Lars Wivallius
Lars Wivallius (ur. 1605 w Örebro, zm. 1669) – szwedzki poeta okresu baroku i awanturnik.

## Życiorys
Wivallius należał do rodu szlacheckiego, który na początku XVII wieku znajdował się w posiadaniu mieszczącego się niedaleko Örebro zamku Vivalla. Od tej nazwy pochodzi nazwisko Wivalliusa. Pierwsze nauki odbierał on w szkole w Örebro. Wiosną 1623 roku zapisał się on jako student do Uniwersytetu w Uppsali, gdzie jako osoba bez środków do utrzymania uzyskał schronienie w tzw. komunie. Jednak jego tęsknota za przygodami, a być może także pragnienie studiowania obcych języków – takie przedmioty nie były w tym czasie znane na uniwersytecie – spowodowały, że na dwa lata przerwał naukę w Uppsali i udał się w poszukiwaniu przeżyć. Bez żadnego wsparcia ze strony rodziny wędrował po dużej części Europy jako zwykły wagabunda. W roku 1629 wplątał się jednak w awanturę, która okazała się decydująca dla reszty jego życia. Chcąc wydostać się z ciężkiej sytuacji, podał się za szwedzkiego szlachcica, Erika Gyllenstierna, i uzyskał w ten sposób glejt od króla Danii. Jednak zamiast potraktować go jako środek ratunku w trudnych sytuacjach, korzystał z niego otwarcie podczas całej swej podróży po Danii. Udało mu się nawet przy jego pomocy ożenić ze szlachcianką ze Skanii, córką Wulffa Grijp på Bierkebiergh. Oszustwo zostało ostatecznie wykryte i Wivalius po długim procesie przerywanym kilkoma jego ucieczkami został skazany na więzienie w twierdzy Kajaneborg w Finlandii, gdzie został odtransportowany w roku 1634. W tej sytuacji oczywiście małżeństwo zostało uznane za nieważne. W więzieniu pozostał, mimo licznych próśb o wstawiennictwo, aż do roku 1641. Po wydostaniu się stamtąd udał się do Sztokholmu. Początkowo działał on tam jako swego rodzaju adwokat i zajął się pewną liczbą dosyć zagmatwanych i trudnych procesów. Kilka lat po odzyskaniu wolności ożenił się z Malin Ellertz, córką sztokholmskiego karczmarza, z którą miał wiele dzieci. Dzięki protekcji rodziny De la Gardie został zatrudniony jako prawnik wojskowy i pozostał na tym stanowisku do roku 1651. Ostatnie lata życia spędził on w rodzinnej posiadłości Vivalla, w czasie których zaangażował się w ogromną liczbę wręcz śmiesznych procesów, które doprowadzały spokojnych rolników z jego okolicy do rozpaczy.

## Twórczość literacka Wivalliusa
Wivallius pisał w okresie baroku. Tworzył utwory w języku niemieckim, duńskim i łacinie. Był jednym z najważniejszych twórców literatury barokowej w Szwecji.
Poetycka działalność Wivaliusa przypadła na jego młodość. Jego pierwszy znany wiersz został napisany w 1625 i mówił o umarłym studencie, zaś jego pozostałe utwory powstawały w okresie jego pobytu w więzieniu w Danii, Sztokholmie i Kajaneborgu. Wyróżniały się one ciepłem poetyckiego odczuwania, żywym stosunkiem do natury oraz kunsztowną formą. Wivallius jednak nie traktował swego daru bycia skaldem na tyle poważnie, aby stać się przełomowym pisarzem. Po wydostaniu się z więzienia nie czuł już tak silnej potrzeby pisania pieśni i stworzył tylko kilka łacińskich wierszy bez większego znaczenia. Najbardziej popularne jego wiersze to te, w których z dużą siłą przejawia się umiłowanie wolności, np. Ack, Liberias, tu ädle ting (O, wolności, ty szlachetna sprawo) i Varer nu glad, mine fiender all (Bądźcie szczęśliwi, wszyscy moi wrogowie). Wyróżniają się też jego wiersze opisujące przyrodę, np. Klage-wijsa öfwer thenna torre och kalla wåhr (Pieśń narzekająca na suchą i zimną wiosnę), które stawiają go na czołowej pozycji wśród ówczesnych twórców opisujących naturę. Jednak nie widać powodu, aby przypuszczać, że wykonał on przypisywane wcześniej Erykowi XIV tłumaczenie Väl är den, som vitt från höga klippor (z Opitza).
Wivallius nie wydawał swoich wierszy za życia. Jego utwory zostały opublikowane dopiero w 1869 przez P. Hanselliego w tomie Samlade vitterhetsarbeten af svenska författare (Zebrane utwory literatury pięknej szwedzkich pisarzy). Do publikacji tej wdał się jednak poważny błąd merytoryczny. Hanselli korzystał z rękopisu o tytule Älfska visboken i Linköping (Alfowa księga pieśni z Linköping), na którym poprzedni właściciel, uczony dziekan Samuel Alf, napisał, że zawiera Cantilenas varias L. Wivallii et aliorum (Różne pieśni L. Wivalliusa i innych). Niektóre z utworów rzeczywiście były jego autorstwa, jednak nie wszystkie. Hanselli natomiast wydał wszystkie, z wyjątkiem tzw. pieśni ludowych, wiersze z tego rękopisu jako wiersze autorstwa Wivalliusa.
Życie i twórczość Wivalliusa zostało po raz pierwszy przedstawione przez Henrika Schücka w książce Lars Wivallius. Hans lif och dikter. I. Biografi (1893, Lars Wivallius. Jego życie i wiersze. I. Biografia), II. Dikter (1895, II Wiersze; w Skrifter utg. af Sv. litt. sällsk., XIII – Pisma wydane przez Szwedzkie Towarzystwo Literackie, XIII). Schück opisał losy Wivalliusa również w En äfventyrare från det trettioåriga krigets tid (1918, Awanturnik z czasów wojny trzydziestoletniej).